# 아인지델른 수도원
아인지델른 수도원(독일어: Kloster Einsiedeln)는 스위스 슈비츠주의 아인지델른 마을에 있는 베네딕토회 수도원이다. 대수도원은 은둔자의 성모에게 헌정되었으며, 이 명칭은 설립 당시 상황에서 따온 것이다. 왜냐하면 이 지역의 첫 번째 주민은 은둔자인 성 마인라트였기 때문이다. 수도원은 영지 수도원이며, 따라서 교구의 일부가 아니며 주교에게 종속된다. 수세기 동안 성 제임스 가도(Way of St. James)의 주요 휴게소였다.
교황 비오 11세는 1934년 3월 21일에 숭고한 마리아상에 대한 교황의 정식 대관식을 승인했다. 대관식은 밀라노 대주교인 알프레도 일데폰소 슈스터(Alfredo Ildefonso Schuster) 추기경이 집행했다.

## 역사
마인라트는 보덴 호수의 라이헤나우섬에 있는 수도원 학교에서 그의 친척인 아보츠 하토와 에를레발트 밑에서 교육을 받았으며 그곳에서 수도사가 되었고 사제로 서품되었다. 라이헤나우와 취리히 호수에 있는 종속 수도원에서 몇 년 후, 그는 은둔 생활을 받아들이고 에첼산의 경사면에 수도원을 세웠다. 그는 861년 1월 21일 은둔자가 귀중한 보물을 가지고 있다고 생각한 두 강도의 손에 사망했지만, 이후 80년 동안 마인라트의 모범을 모방한 한 명 이상의 은자가 없는 곳은 없었다. 그들 중 한 사람은 이전에 슈트라스베르크 총독이었던 에버하르트이다. 934년에 그곳에 수도원과 교회를 세웠고 그 중 첫 번째 수도원장이 되었다.
교회는 기적적으로 축성되었다고 주장되며, 전설은 948년에 4명의 전도사인 성 베드로와 성 그레고리우스의 도움을 받은 그리스도 자신에 의해 이어진다. 이 사건은 교황 레오 8세에 의해 조사되고 확인되었으며, 이후 그의 많은 후계자들에 의해 비준되었으며, 마지막 비준은 1793년 교황 비오 6세에 의해 이루어졌으며, 그는 모든 전임자들의 행위를 확인했다.
965년 아인지델른의 3대 수도원장인 그레고리우스는 오토 1세 황제에 의해 신성로마제국의 왕자가 되었고, 그의 후계자들은 19세기 초 제국이 멸망할 때까지 계속 같은 위엄을 누렸다. 1274년에 수도원은 종속된 독일의 루돌프 1세에 의해 독립적인 공국을 설립했으며, 그곳에서 수도원장은 영적인 관할권과 세속적 관할권을 행사했다. 그것은 프랑스 침공의 해인 1798년까지 독립을 유지했다. 그것은 여전히 영지 수도원이다. 즉, 수도원장이 "적절한 목사로서"(Canon 370, Codex Juris Canonici) 교구장 주교와 동일한 권한을 가진다.
아인지델른은 수도사들의 학문과 경건함으로 천 년 동안 유명했으며 많은 성인과 학자들이 그 성벽 안에 살았다. 그곳에서 문자, 인쇄 및 음악 연구가 크게 번성했으며, 수도원은 베네딕토회의 명성에 크게 기여했다. 15세기에 규율이 다소 쇠퇴하고 규칙이 완화된 것은 사실이지만, 1526-44년 아인지델른의 수도원장이었던 장크트갈의 수도사 루도비쿠스 2세는 보다 엄격한 준수를 회복하는 데 성공했다.
16세기 스위스에서 종교개혁이 확산되면서 종교적인 소란이 일어나 한동안 문제의 원인이 되었다. 츠빙글리 자신도 아인지델른에 잠시 머물다가 그 기회를 이용해 유명한 순례길에 반대했지만 폭풍우가 지나가고 수도원은 평화롭게 남았다. 수도원장 아우구스티누스 1세(1600~29)는 1602년 스위스 성 베네딕토 수도회를 건립한 주도적 지도자였으며, 수도원에서 느긋한 의식을 확립하는 데에도 많은 기여를 했다. 그의 수도사들 사이에 높은 수준의 학문과 학문의 증진을 이루는데 기여했다.
성 마인라트 시대 이후로 한 번도 중단된 적이 없는 순례는 아인지델른을 로레토 성 및 산티아고 데 콤포스텔라 성채와 동등하게 만드는 경향이 있으며, 성 야고보 길에서 주요 정류지 지점 역할을 한다. 순례는 수도원이 주로 기념하는 특징 중 하나이다. 순례자들은 가톨릭 유럽 전역 또는 그 이상에서 온 약 100만 명이다. 에버하르트가 세운 작은 예배당에 있는 15세기 성모상이 그들의 신심 대상이다. 이것은 1466년 마스터 ES에 의해 보존된 가장 오래된 순례지 인쇄의 주제이다. 예배당은 로레토의 성당이 대리석 사당으로 둘러싸여 있고 정교하게 장식된 것과 같은 방식으로 대수도원 교회 내에 있다.
9월 14일과 10월 13일은 주요 순례일이며, 전자는 에버하르트 대성당의 기적적인 봉헌 기념일이고 후자는 1039년에 성 마인라트의 유물이 라이헤나우섬에서 아인지델른으로 번역된 기념일이다. 성 마인라트의 천년기가 그곳에서 유지되었다. 1861년의 위대한 화려함과 1934년의 베네딕토회 수도원의 모습이다. 이 위대한 교회는 1704년에서 1719년 사이에 수도원장 마우루스에 의해 마지막으로 여러 번 재건되었다. 도서관에는 거의 250,000권에 달하는 책과 귀중한 필사본이 많이 있다. 수도사의 일은 주로 기도, 일, 공부로 나뉜다. 순례 때 듣는 고백의 수는 매우 많다.
2013년에 이 공동체는 60명의 수도사 집단이 되었다. 수도원에 부속된 약 360명의 학생을 위한 신학교와 대학이 있으며, 수도사들은 부분적으로 수도원의 6개 수도원에 영적 지도를 제공한다.

## 미국 확장
1854년 수도원이 다시 억압을 당하자 식민지가 아인지델른에서 미국으로 파견되어 현지 독일어를 사용하는 사람들을 섬기고 필요한 경우 피난처를 개발했다. 대표단은 1881년에 형성된 스위스계 미국인 수도회의 일부가 된 인디애나주 세인트 마인라드에 있는 세인트 마인라트 대 수도원이라는 새로운 재단을 시작했다. 그 중 6개는 아인지델른 수도원의 계보에서 설립되었다: 성 마인라트 대수도원, 수바이코 수도원, 성 요셉 수도원, 마르미온 수도원, 산호세 Priory, 그리고 평화 수도원의 왕자가 있다.

## 학교
수도원의 사도직 중 하나는 1848년부터 현재의 형태로 존재해 온 7학년에서 12학년을 위한 학교(김나지움)이다. 이는 중세 초기로 거슬러 올라가는 교육 전통의 연속이다. 저명한 동문으로는 Gall Morel, Franz Fassbind, Philipp Etter, Hans Hürlimann과 그의 아들 Thomas Hürlimann, Bruno Frick, Anatole Taubman이 있다.

## 문화 유산
수도원 단지, 수도원의 도서관, 기록 보관소 및 음악 컬렉션은 스위스 국가 및 지역 중요 문화재 목록에 국가 중요 A급 대상으로 등재되어 있다.
수도원의 도서관에는 서양 문학에서 체스에 대한 최초의 언급인 Versus de scachis가 있다.